# Universitat Comunista dels Països Catalans
La Universitat Comunista dels Països Catalans (UCPC) és un projecte formatiu, constituït l'any 2007, com una aposta en formació política basada en quatre cursos, distribuïts en quatre anys, amb l'objectiu de servir com a eina per a resoldre la necessitat de formació sòlida en teoria marxista i en clau de Països Catalans.
El projecte, que va néixer després d'un procés de reflexió entorn de la necessitat expressada des de 1998 per l'Esquerra Independentista, té com a objectiu cercar una proposta docent que pugui ser útil a totes aquelles persones i organitzacions que, des del sindicalisme, l'ecologisme, l'associacionisme veïnal, la fàbrica, el camp, els centres educatius, la lluita feminista o en qualsevol altre marc de la lluita de classes, estan lluitant activament pel socialisme i la independència dels Països Catalans. Així, la UCPC es concep com un projecte que té com a propòsit el de contribuir a superar les mancances i dèficits en aquest àmbit, contribuint a donar elements per a l'anàlisi i la transformació de la realitat. Així, doncs, la UCPC impulsa una carrera de quatre anys, amb continguts progressius quant a complexitat i profunditat teòrica.
A més del seu portal web, disposa d'un campus virtual i també d'una biblioteca, hemeroteca i filmoteca digitals, i compta amb professorat de diversos àmbits acadèmics, com historiadors, economistes, metges, agricultors, filòsofs i sindicalistes. També té com a professors històrics militants de l'esquerra independentista basca com Justo de la Cueva i Iñaki Gil de San Vicente, el professor de la Universitat Central de Las Villas, Yodenis Guirola, i activistes com Josep Consola.